# Hans Hansen Seidelin
 Der er flere personer med dette navn, se Hans Seidelin.
Hans Hansen Seidelin (14. marts 1632 i Helsingør – 20. juni 1668 i København) var en dansk præst. Søn af handelsmand Hans Jørgensen (død 1639) og hustru Lisbeth Seidelin (død 1659). 
Sammen med sin bror Jørgen Hansen Seidelin (ca. 1633- ca.1688) studerede han i udlandet og de fik ifølge traditionen i Uppsala oplysninger om Carl X Gustavs krigsforberedelser og hastede hjem for at underrette Frederik III. Ret sikkert er det, at de under Københavns belejring forud for Stormen på København udførte værdifuld spionagevirksomhed, hvor de i kraft af deres viden om matematik og ingeniørvidenskab samt kendskab til det svenske sprog skaffede oplysninger bag fjendens linjer om det svenske materiel, som kunne udnyttes i forsvaret af København. 
Som tak for deres store indsats lovede kongen dem begge gode embeder. Hans Hansen Seidelin blev 1660 residerende kapellan ved Sankt Olai Kirke i Helsingør og 1665 provst og sognepræst ved Holmens Kirke. Han tog magistergraden 1667.